# Flatbush Avenue
Flatbush Avenue est l'une des voies principales de New York. 

## Situation et accès
Cette avenue importante de l'arrondissement de Brooklyn, s'étend du Manhattan Bridge en direction du sud et du sud-est pour rallier Jamaica Bay au niveau du Marine Parkway-Gil Hodges Memorial Bridge qui rejoint la péninsule de Rockaway (rattachée au Queens). Flatbush Avenue constitue une artère centrale de Brooklyn, et, à l'instar de Broadway à Manhattan, ses intersections avec les autres rues rompent avec le plan hippodamien qui prévaut dans une partie importante du quartier.
Composée de quatre voies (2x2) sur la majorité de son parcours, elle comprend une section de 2x4 voies beaucoup plus large au sud de Utica Avenue ce qui en fait l'une des avenues les plus larges de New York. En outre, elle permet de relier Manhattan à plusieurs points d'intérêt tels que la Brooklyn Public Library, Prospect Park au niveau de la Grand Army Plaza, le Jardin botanique de Brooklyn, l'Université de Long Island ou encore la Brooklyn Academy of Music.
En ce qui concerne les transports en commun, de nombreuses lignes du métro de New York circulent sous l'avenue, et le terminus de la ligne IRT Nostrand Avenue Line () est situé au sud de Flatbush Avenue à la station Flatbush Avenue - Brooklyn College.

## Origine du nom
Flatbush est la corruption anglicisé de Vlacke Bos, (bois plat ou forêt plate) en néerlandais.

## Historique
C'était à l'origine un sentier amérindien (en) reliant les villages agricoles fondés par les colons néerlandais au 17e siècle. L'une des zones ainsi acquises était alors connue sous le nom de « Midwout » (bois moyens) ou « Vlacke Bos », ce qui se traduit du néerlandais par plaine boisée ou buisson plat.
Pendant la guerre d'indépendance, « Flatbush » est devenu le site d'escarmouches sanglantes principalement lors de la bataille de Brooklyn en 1776.